# Robert Yerburgh, 2. Baron Alvingham
Robert Guy Eardley Yerburgh, 2. Baron Alvingham, CBE, DL (* 16. Dezember 1926 in Chelsea, London; † 2. April 2020) war ein britischer Offizier, Peer und parteiloser Politiker.

## Leben und Karriere
Yerburgh wurde am 16. Dezember 1926 als Sohn von Robert Yerburgh, 1. Baron Alvingham (1889–1955) und Dorothea Gertrude Yerburgh (1882–1927) geboren. Er hatte zwei ältere Schwestern. Er besuchte die Amesbury School in Hindhead, Surrey, und das Eton College.
1946 trat er als Offizier der Coldstream Guards in die British Army ein. Er diente in Palästina, Tripolitanien, bei den Far East Land Forces, der British Army of the Rhine und in Britisch-Guayana. Von 1972 bis 1974 gehörte er der Personalleitung (Head Staff) des Chief of Defence Staff an. 1975 war er beim Royal College of Defence Studies tätig. Von 1975 bis 1978 war er stellvertretender Direktor (Deputy Director) von Army Staff Duties. 1978 wurde er Major-General. Von 1978 bis 1981 war er Direktor des Army Quartering M.O.D. 1981 schied er aus dem Armeedienst aus.
Yerburgh war von 1994 bis 2009 Schirmherr (Patron) der Oxfordshire Company Royal British Legion. Diese Position bekleidete er auch bei der Henley and District Agricultural Association. 1984, 1988 und 1989 war er Präsident der Royal Lancashire Agriculture Society.
Er bewohnte das Anwesen Bix Hall in Henley-on-Thames, Oxfordshire.

## Mitgliedschaft im House of Lords
Beim Tod seines Vaters im November 1955 erbte er dessen Adelstitel als 2. Baron Alvingham und den damals damit verbundenen Sitz im House of Lords. Dort saß er als Parteiloser. Seinen Sitz verlor er im November 1999 mit Inkrafttreten des House of Lords Act 1999.

## Ehrungen
1972 wurde Yerburgh als Officer in den Order of the British Empire aufgenommen und 1978 zum Commander desselben Ordens erhoben.
1996 wurde er zu einem Deputy Lieutenant von Oxfordshire ernannt.

## Familie
Am 31. März 1952 heiratete Yerburgh Beryl Elliott Williams, die einzige Tochter von William David Williams. Sie hatten zusammen zwei Kinder:
- Hon. Susannah Elizabeth Yerburgh (* 1953), ⚭ 1979 Edward Ian James Gray Moss;
- Robert Richard Guy Yerburgh, 3. Baron Alvingham (* 1956).